# Actinomyces
Actinomyces là một chi của lớp Actinobacteria của vi khuẩn. Chúng đều là các vi khuẩn gram dương. Các loài Actinomyces là kỵ khí tùy ý (trừ A. meyeri và A. israelii đều là kị khí bắt buộc) và chúng phát triển tốt nhất trong điều kiện kị khí. Các loài Actinomyces có thể hình thành nội bào tử, và, trong khi các vi khuẩn riêng lẻ có hình que, các cộng đồng Actinomyces tạo thành các mạng lưới sợi nấm. Khía cạnh của các cộng đồng này ban đầu dẫn đến giả định không chính xác rằng sinh vật là một loại nấm và hình thành tên Actinomyces, "nấm tia" (từ actis, tia, chùm và mykes, nghĩa là nấm của tiếng Hy Lạp).
Các loài Actinomyces có mặt khắp nơi, xuất hiện trong đất và trong hệ vi sinh vật của động vật, bao gồm cả hệ vi sinh vật ở người. Chúng được biết đến với vai trò quan trọng trong hệ sinh thái đất; chúng sản xuất một số enzyme giúp làm phân rã nguyên liệu thực vật hữu cơ, lignin và chitin. Do đó, sự hiện diện của chúng rất quan trọng trong việc hình thành phân trộn. Một số loài là hội sinh trong hệ vi khuẩn trên da, hệ vi khuẩn đường miệng, hệ vi khuẩn đường ruột và hệ vi khuẩn âm đạo  của con người và gia súc. Chúng cũng được biết đến là nguyên nhân gây bệnh cho người và gia súc, thường là khi chúng có cơ hội được tiếp cận với phần bên trong cơ thể thông qua các vết thương. Cũng như các bệnh nhiễm trùng cơ hội khác, những người bị suy giảm miễn dịch có nguy cơ cao hơn. Trong tất cả các đặc điểm trước và trong sự hình thành sợi nhánh của chúng, chúng có những điểm tương đồng với Nocardia.
Giống như nhiều loài vi khuẩn kỵ khí khác, các loài Actinomyces rất khó tính và do đó không dễ nuôi cấy và phân lập. Các phòng thí nghiệm lâm sàng thực hiện nuôi cấy và phân lập chúng, nhưng kết quả âm tính không loại trừ nhiễm trùng, vì có thể đơn giản là do miễn cưỡng phát triển trong ống nghiệm.